# Гексафторогерманат лития
Гексафторогерманат лития — комплексный фторид германия и лития с формулой Li2[GeF6]. Бесцветные кристаллы, растворимые в воде.
Получается при растворении фторида лития и оксида германия(IV) в плавиковой кислоте:
{\displaystyle {\mathsf {2LiF+GeO_{2}+4HF\ {\xrightarrow {}}\ Li_{2}[GeF_{6}]+2H_{2}O}}}